# Manzutun
Manzutun (kinesiska: 满族屯, 满族屯满族乡) är en socken i Kina. Den ligger i den autonoma regionen Inre Mongoliet, i den norra delen av landet, omkring 980 kilometer nordost om regionhuvudstaden Hohhot. Antalet invånare är 4175. Befolkningen består av 1 973 kvinnor och 2 202 män. Barn under 15 år utgör 16,0 %, vuxna 15-64 år 80 %, och äldre över 65 år 3,0 %.
Genomsnittlig årsnederbörd är 691 millimeter. Den regnigaste månaden är juli, med i genomsnitt 246 mm nederbörd, och den torraste är januari, med 5 mm nederbörd.